# Karlovy Vary-i Nemzetközi Filmfesztivál
A Karlovy Vary-i Nemzetközi Filmfesztivált (csehül Mezinárodní filmový festival Karlovy Vary) az egyik legrégibb filmfesztivál a világon. Közép-Európa egyetlen 'A' kategóriás nemzetközi filmfesztiválja az utóbbi években világszerte ismertségre tett szert és Európa egyik legjelentősebb filmfesztiváljává vált, melyet általában minden év júniusában tartják Karlovy Varyban Csehországban.

## Története
A Karlovy Vary-i Nemzetközi Filmfesztivál 1948-ban vált nemzetközivé. A filmeket 1951 óta nemzetközi zsűri értékeli. A fesztivált az 'A' kategóriás filmfesztiválok közé 1956-ban sorolták be.

## Díjak
A fesztivál fődíja a Křišťálový glóbus, azaz a Kristály Glóbusz. 2000-ben a 35. Karlovy Vary-i Nemzetközi Filmfesztiválon a fődíj új külsőt kapott: egy női figura áll a talapzaton és tartja a kezében a Kristály Glóbuszt (a tervezői Tono Stano, Aleš Najbrt, Michal Caban és Šimon Caban művészek voltak).
A játékfilm kategóriában az alábbi díjak kerülnek kiosztásra:
- Kristály Glóbusz – a fesztivál fődíja a legjobb filmnek (20 000 USD jutalom)
- A zsűri különdíja
- legjobb rendezői díj
- legjobb színésznői díj
- legjobb színész díj

A dokumentumfilm kategóriában az alábbi díjak kerülnek kiosztásra:
- legjobb dokumentumfilm a 30 percnél rövidebb filmeknél
- legjobb dokumentumfilm a 30 percnél hosszabb filmeknél

## A Kristály Glóbusz nyertesei
- 2019 Bashtata (Az apa) (Bulgária, Görögország) – rendező:  Kristina Grozeva és Petar Valchanov
- 2018 Îmi este indiferent daca în istorie vom intra ca barbari (Bánom is én, ha elítél az utókor) (Románia) – rendező: Radu Jude
- 2017 Krizácek (Csehország) – rendező: Václav Kadrnka
- 2016 Ernelláék Farkaséknál (Magyarország) – rendező: Hajdu Szabolcs[2]
- 2015 Bob and the Trees (USA) – rendező: Diego Ongaro
- 2014 Simindis kundzuli (Kukoricasziget) (Grúzia) – rendező: Goerge Ovashvili, operatőr Ragályi Elemér
- 2013 A nagy füzet (Magyarország) – rendező: Szász János
- 2012 Mer eller mindre mann (Pasiból lett férfi) (Norvégia) – rendező: Martin Lund
- 2011 Boker tov adon Fidelman (Izrael) – rendező: Yossi (Joseph) Madmoni
- 2010 La mosquitera (Spanyolország) – rendező: Agustí Vila
- 2009 Un ange à la mer (Angyal a tengernél) (Belgium, Kanada) – rendező: Frédéric Dumont
- 2008 Frygtelig lykkelig (Borzasztó boldog) (Dánia) – rendező: Henrik Ruben Genz
- 2007 Mýrin (Vérvonal) (Izland, Németország) – rendező: Baltasar Kormákur
- 2006 Sherrybaby (USA) – rendező: Laurie Collyer
- 2005 Mój Nikifor (Az én Nikiforom) (Lengyelország) – rendező: Krzysztof Krauze
- 2004 Certi bambini (Elveszett gyermekkor) (Olaszország) – rendező: Andrea Frazzi, Antonio Frazzi
- 2003 La finestra di fronte (A szemközti ablak) (Olaszország, Nagy-Britannia, Törökország, Portugália) – rendező: Ferzan Özpetek
- 2002 Rok dábla (A sátán éve) (Csehország) – rendező: Petr Zelenka
- 2001 Le fabuleux destin d'Amélie Poulain (Amélie csodálatos élete) (Franciaország) – rendező: Jean-Pierre Jeunet
- 2000 Eu tu eles (Én, te, ők) (Brazília) – rendező: Andrucha Waddington
- 1999 Ha-Chaverim Shel Yana (Yana barátai) (Izrael) – rendező: Arik Kaplun
- 1998 Le cœur au poing (Kanada) – rendező: Charles Binamé
- 1997 Ma vie en rose (Rózsaszín életem) (Belgium, Franciaország, Nagy-Britannia) – rendező: Alain Berliner
- 1996 Kavkazskij plennyik (A kaukázusi fogoly) (Oroszország, Kazahsztán) – rendező: Szergej Bodrov
- 1995 Jízda (Száguldás) (Csehország) – rendező: Jan Svěrák
- 1994 Mi Hermano del Alma (Édes bátyám) (Spanyolország) – rendező: Mariano Barroso

a teljes listát (……1946) lásd: hivatalos oldal

## Néhány híresség, aki ellátogatott a fesztiválra
Leonardo DiCaprio, Edward Norton, Salma Hayek, Morgan Freeman, Whoopi Goldberg, Woody Harrelson, Bernard Hill, Sean Connery, Michael Douglas, Alan Alda, Roman Polański, Ben Kingsley, Elijah Wood, Michael York, Seymour Cassel, Robert Redford, Liv Ullmann, Gael García Bernal, Alexander Payne, Sharon Stone, Guillermo Jiménez Díaz, István Szabó, Sylvie Testud, Lauren Bacall, Jacqueline Bisset, John Boorman, Klaus Maria Brandauer, Saffron Burrows, Steve Buscemi, Javier Camara, John Cleese, Mia Farrow, Louise Fletcher, Miloš Forman, William Forsythe, Robert Forster, Amos Gitai, Heather Graham, Bernard Hill, Kim Ki-duk, Udo Kier, Nastassja Kinski, Fele Martínez, Colm Meaney, Julia Ormond, Gregory Peck, Liev Schreiber, Max von Sydow, Chris Weitz, Robert De Niro

## Külső hivatkozások
- Hivatalos oldal (csehül) és (angolul)